# Les Tourrettes
Les Tourrettes este o comună în departamentul Drôme din sud-estul Franței. În 2009 avea o populație de 955 de locuitori.

## Evoluția populației
| An        | 1975 | 1982 | 1990 | 1999 | 2006 | 2009 |
| --------- | ---- | ---- | ---- | ---- | ---- | ---- |
| Populație | 300  | 461  | 691  | 763  | 878  | 955  |